# Томас, Деон
Деон Томас (англ. Deon Thomas; род. 24 февраля 1971, Чикаго) — американский баскетболист, баскетбольный тренер и спортивный комментатор. После успешной карьеры в сборной Иллинойсского университета был выбран во 2-м раунде драфта 1994 года клубом «Даллас Маверикс», но всю дальнейшую игровую карьеру провёл в европейских клубах, дважды (в 2004 и 2005 годах) выиграв Евролигу с клубом «Маккаби» (Тель-Авив). Член Зала баскетбольной славы Иллинойса (2015).

## Биография
Будучи учащимся средней школы Саймеон в Чикаго, Томас в 1988 году выиграл с командой школы лигу публичных школ Чикаго, получив по итогам сезона титул «Мистер Баскетбол штата Иллинойс». В последний год учёбы в школе он был включён в состав символической школьной сборной США.
По окончании школы Томас в 1990 году поступил в Иллинойсский университет в Урбане-Шампейне. Его зачисление в университет сопровождал скандал, вызванный записью телефонного разговора между Томасом и тренером баскетбольной команды Висконсинского университета в Милуоки Брюсом Перлом. В этом разговоре, запись которого была передана для расследования в NCAA, Перл давал понять, что Томасу было обещано вознаграждение в размере 80 тысяч долларов и автомобиль Chevrolet Blazer за поступление в Иллинойсский университет. Томас и помощник тренера сборной Иллинойсского университета Джимми Коллинз отрицали и в то время, и позже, что подобные переговоры велись.
В сборной Иллинойсского университета Томас отыграл все четыре года учёбы, за это время установив ряд рекордов команды, остававшихся непобитыми и 20 лет спустя. Он был рекордсменом сборной по набранным очкам (2129), блок-шотам (177) и по количеству результативных бросков (803), а также входил в число лидеров команды за всю её историю по проценту попаданий с игры, результативным штрафным броскам и подборам. За четыре года он трижды избирался самым полезным игроком сборной, а в 2004 году был включён в символическую сборную всех времён Иллинойсского университета в Урбане-Шампейне. Томас также входил в шорт-лист символической студенческой сборной США и три раза (с 1992 по 1994 год) избирался в символическую сборную конференции Big Ten.
На драфте НБА 1994 года Томас был выбран клубом «Даллас Маверикс» под первым номером во втором раунде (общий 28-й номер), но в НБА не играл, предпочтя продолжить карьеру в Европе. Первые четыре года он провёл в Испании, каждый сезон в новой команде, везде играя важную роль и набирая в среднем по 16 очков и 7 подборов за матч. Четвёртый сезон, в «Каха Сан-Фернандо», Томас не окончил из-за травмы. Сомнения в его физической готовности не позволили ему продолжить игру в испанской лиге, и он перешёл в израильский «Маккаби» (Ришон-ле-Цион), но уже после одного сезона вернулся в Испанию.
Отыграв два сезона в «Гран-Канария», Томас перешёл в «Касерес», но в конце 2002 года, в середине своего второго сезона с этим клубом, покинул его, поскольку ему не выплачивали зарплату. Американец, объявивший, что ему нужно «кормить семью», закончил сезон в Турции, с клубом «Тюрк Телеком» дойдя до финала Кубка Турции. По окончании сезона Томас, чья карьера, как казалось, уже шла на спад, подписал контракт с ведущим израильским клубом «Маккаби» (Тель-Авив). В Тель-Авиве он в основном выступал как запасной игрок, но вносил полезный регулярный вклад в игру команды и вместе с ней выиграл по два раза баскетбольную Евролигу (в 2004 и 2005 годах), чемпионат и Кубок Израиля.
В 2005 году Томас подписал новый контракт с испанской «Меноркой», но не прошёл медицинские тесты. Последние годы карьеры американец провёл в клубах Греции, Болгарии и Израиля, в общей сложности отыграв в Европе 14 сезонов в шести странах.
По возвращении в США Томас с 2009 по 2013 год был главным тренером баскетбольной сборной двухгодичного колледжа имени Льюиса и Кларка (Годфри, Иллинойс), а в 2014 году был назначен помощником главного тренера сборной Иллинойсского университета в Чикаго. Начиная с 2016 года он также работал спортивным комментатором на радиостанции Иллинойского университета и на спортивном канале конференции Big Ten в Чикаго.
В 2015 году имя Деона Томаса было включено в списки Зала баскетбольной славы Иллинойса, а в 2019 году — в списки Зала спортивной славы Иллинойсского университета в Урбане-Шамплейне. Проживает с женой Дафной в Нейпервилле (Иллинойс).